# Килпатрик, Шон
Шон Ределл Килпатрик (англ. Sean Redell Kilpatrick; род. 6 января 1990 года в Йонкерсе, штат Нью-Йорк) — американский профессиональный баскетболист, играющий на позиции атакующего защитника.

## Профессиональная карьера

### Сезон 2014/2015
После того, как Шон Килпатрик не был выбран на драфте НБА 2014 года, он присоединился к клубу «Филадельфия Севенти Сиксерс» для участия в Летней лиге НБА. 20 октября он присоединился к «Голден Стэйт Уорриорз», однако был отчислен через 4 дня. 3 ноября он подписал контракт с клубом Д-Лиги «Санта-Круз Уорриорз». 21 января 2015 года он в месте с выбором в 1-м раунде драфта Д-Лиги был обменян в «Делавэр Эйти Севенерс» на Рональда Робертса и Дэрингтона Хобсона.
19 марта 2015 года он подписал десятидневный контракт с клубом «Миннесота Тимбервулвз». «Тимбервулвз» были вынуждены запросить у НБА право на увеличение ростера до 16 команд, так как в клубе было 4 травмированных игрока. В тот же день он дебютировал в НБА, проведя 10 минут на площадке, в матче против «Нью-Йорк Никс». 29 марта его десятидневное соглашение подошло к концу, и «Миннесота» не стала продлевать с ним отношения. Остаток сезона он провёл в «Делавэре».

### Сезон 2015/2016
В июле 2015 года Килпатрик присоединился к «Милуоки Бакс» для участия в Летней лиге НБА. 10 сентября 2015 года он подписал контракт с «Нью-Орлеан Пеликанс». Однако он был отчислен до начала сезона, проведя за «Пеликанов» 5 предсезонных игр. 17 ноября он вновь оказался в «Делавэр Эйти Севенерс».
2 января 2016 года он подписал 10-дневный контракт с «Денвер Наггетс». Через 3 дня он дебютировал за «Наггетс» в проигранном матче против «Майами Хит». 23 января с ним заключили второй 10-дневный контракт. Через два дня он провёл свою лучшую игру за «Денвер», набрав 11 очков и забрав 3 подбора в проигранном матче против «Атланты Хокс». Однако руководство «Наггетс» не стало заключать с ним полноценный контракт. Килпатрик принял участие в Матче всех звёзд Д-Лиги 2016 года, набрав за сборную звёзд Востока 13 очков, выйдя в стартовом составе. В конце сезона он попал в 3-ю сборную лучших игроков Д-Лиги.
28 февраля 2016 года Килпатрик подписал 10-дневный контракт с «Бруклин Нетс». 9 марта с ним подписали второй 10-дневный контракт. 19 марта ему уже предложили полноценное соглашение с «Нетс». 10 апреля он обновил свой личный рекорд по набранным очкам, набрав 26 очков в проигранном матче против «Индианы Пэйсерс».

## Статистика

### Статистика в НБА
| Сезон                                                                                    | Команда   | Регулярный сезон | Регулярный сезон | Регулярный сезон | Регулярный сезон | Регулярный сезон | Регулярный сезон | Регулярный сезон | Регулярный сезон | Регулярный сезон | Регулярный сезон | Регулярный сезон | Серия плей-офф | Серия плей-офф | Серия плей-офф | Серия плей-офф | Серия плей-офф | Серия плей-офф | Серия плей-офф | Серия плей-офф | Серия плей-офф | Серия плей-офф | Серия плей-офф |
| Сезон                                                                                    | Команда   | GP               | GS               | MPG              | FG%              | 3P%              | FT%              | RPG              | APG              | SPG              | BPG              | PPG              | GP             | GS             | MPG            | FG%            | 3P%            | FT%            | RPG            | APG            | SPG            | BPG            | PPG            |
| ---------------------------------------------------------------------------------------- | --------- | ---------------- | ---------------- | ---------------- | ---------------- | ---------------- | ---------------- | ---------------- | ---------------- | ---------------- | ---------------- | ---------------- | -------------- | -------------- | -------------- | -------------- | -------------- | -------------- | -------------- | -------------- | -------------- | -------------- | -------------- |
| 2014/15                                                                                  | Миннесота | 4                | 0                | 17,9             | 35,0             | 30,8             | 100,0            | 1,5              | 1,0              | 0,8              | 0,0              | 5,5              | Не участвовал  | Не участвовал  | Не участвовал  | Не участвовал  | Не участвовал  | Не участвовал  | Не участвовал  | Не участвовал  | Не участвовал  | Не участвовал  | Не участвовал  |
| 2015/16                                                                                  | Денвер    | 8                | 0                | 10,3             | 38,1             | 23,5             | 87,5             | 0,8              | 0,4              | 0,3              | 0,0              | 3,4              | Не участвовал  | Не участвовал  | Не участвовал  | Не участвовал  | Не участвовал  | Не участвовал  | Не участвовал  | Не участвовал  | Не участвовал  | Не участвовал  | Не участвовал  |
| 2015/16                                                                                  | Бруклин   | 23               | 0                | 23,2             | 46,2             | 36,1             | 89,8             | 2,2              | 1,1              | 0,4              | 0,1              | 13,8             | Не участвовал  | Не участвовал  | Не участвовал  | Не участвовал  | Не участвовал  | Не участвовал  | Не участвовал  | Не участвовал  | Не участвовал  | Не участвовал  | Не участвовал  |
| 2016/17                                                                                  | Бруклин   | 70               | 24               | 25,1             | 41,5             | 34,1             | 84,3             | 4,0              | 2,2              | 0,6              | 0,1              | 13,1             | Не участвовал  | Не участвовал  | Не участвовал  | Не участвовал  | Не участвовал  | Не участвовал  | Не участвовал  | Не участвовал  | Не участвовал  | Не участвовал  | Не участвовал  |
| 2017/18                                                                                  | Бруклин   | 16               | 0                | 11,4             | 28,7             | 25,6             | 94,7             | 2,2              | 0,9              | 0,1              | 0,1              | 4,9              | Не участвовал  | Не участвовал  | Не участвовал  | Не участвовал  | Не участвовал  | Не участвовал  | Не участвовал  | Не участвовал  | Не участвовал  | Не участвовал  | Не участвовал  |
| 2017/18                                                                                  | Милуоки   | 23               | 0                | 8,9              | 37,8             | 28,3             | 94,7             | 1,1              | 0,7              | 0,2              | 0,0              | 4,0              | Не участвовал  | Не участвовал  | Не участвовал  | Не участвовал  | Не участвовал  | Не участвовал  | Не участвовал  | Не участвовал  | Не участвовал  | Не участвовал  | Не участвовал  |
| 2017/18                                                                                  | Клипперс  | 4                | 0                | 9,6              | 38,9             | 42,9             | 100,0            | 0,5              | 0,8              | 0,0              | 0,0              | 4,8              | Не участвовал  | Не участвовал  | Не участвовал  | Не участвовал  | Не участвовал  | Не участвовал  | Не участвовал  | Не участвовал  | Не участвовал  | Не участвовал  | Не участвовал  |
| 2017/18                                                                                  | Чикаго    | 9                | 1                | 23,7             | 43,9             | 39,6             | 81,3             | 2,8              | 1,4              | 0,7              | 0,3              | 15,4             | Не участвовал  | Не участвовал  | Не участвовал  | Не участвовал  | Не участвовал  | Не участвовал  | Не участвовал  | Не участвовал  | Не участвовал  | Не участвовал  | Не участвовал  |
|                                                                                          | Всего     | 157              | 25               | 19,6             | 41,3             | 33,5             | 86,2             | 2,7              | 1,5              | 0,5              | 0,1              | 10,3             | Не участвовал  | Не участвовал  | Не участвовал  | Не участвовал  | Не участвовал  | Не участвовал  | Не участвовал  | Не участвовал  | Не участвовал  | Не участвовал  | Не участвовал  |
| Наведите курсор мыши на аббревиатуры в заголовке таблицы, чтобы прочесть их расшифровку. |           |                  |                  |                  |                  |                  |                  |                  |                  |                  |                  |                  |                |                |                |                |                |                |                |                |                |                |                |

### Статистика в Д-Лиге
| Сезон                                                                                    | Команда    | Регулярный сезон | Регулярный сезон | Регулярный сезон | Регулярный сезон | Регулярный сезон | Регулярный сезон | Регулярный сезон | Регулярный сезон | Регулярный сезон | Регулярный сезон | Регулярный сезон | Серия плей-офф | Серия плей-офф | Серия плей-офф | Серия плей-офф | Серия плей-офф | Серия плей-офф | Серия плей-офф | Серия плей-офф | Серия плей-офф | Серия плей-офф | Серия плей-офф |
| Сезон                                                                                    | Команда    | GP               | GS               | MPG              | FG%              | 3P%              | FT%              | RPG              | APG              | SPG              | BPG              | PPG              | GP             | GS             | MPG            | FG%            | 3P%            | FT%            | RPG            | APG            | SPG            | BPG            | PPG            |
| ---------------------------------------------------------------------------------------- | ---------- | ---------------- | ---------------- | ---------------- | ---------------- | ---------------- | ---------------- | ---------------- | ---------------- | ---------------- | ---------------- | ---------------- | -------------- | -------------- | -------------- | -------------- | -------------- | -------------- | -------------- | -------------- | -------------- | -------------- | -------------- |
| 2014/15                                                                                  | Санта-Круз | 22               | 10               | 24,4             | 38,3             | 27,4             | 89,2             | 3,3              | 1,9              | 0,8              | 0,0              | 11,7             | Не участвовал  | Не участвовал  | Не участвовал  | Не участвовал  | Не участвовал  | Не участвовал  | Не участвовал  | Не участвовал  | Не участвовал  | Не участвовал  | Не участвовал  |
| 2014/15                                                                                  | Делавэр    | 22               | 17               | 31,6             | 47,5             | 40,6             | 87,3             | 3,1              | 1,9              | 1,2              | 0,2              | 16,1             | Не участвовал  | Не участвовал  | Не участвовал  | Не участвовал  | Не участвовал  | Не участвовал  | Не участвовал  | Не участвовал  | Не участвовал  | Не участвовал  | Не участвовал  |
| 2015/16                                                                                  | Делавэр    | 28               | 26               | 38,4             | 47,2             | 42,6             | 77,8             | 3,9              | 2,1              | 1,1              | 0,1              | 26,4             | Не участвовал  | Не участвовал  | Не участвовал  | Не участвовал  | Не участвовал  | Не участвовал  | Не участвовал  | Не участвовал  | Не участвовал  | Не участвовал  | Не участвовал  |
|                                                                                          | Всего      | 72               | 53               | 32,0             | 45,2             | 38,2             | 81,0             | 3,5              | 2,0              | 1,0              | 0,1              | 18,8             | Не участвовал  | Не участвовал  | Не участвовал  | Не участвовал  | Не участвовал  | Не участвовал  | Не участвовал  | Не участвовал  | Не участвовал  | Не участвовал  | Не участвовал  |
| Наведите курсор мыши на аббревиатуры в заголовке таблицы, чтобы прочесть их расшифровку. |            |                  |                  |                  |                  |                  |                  |                  |                  |                  |                  |                  |                |                |                |                |                |                |                |                |                |                |                |

### Статистика в колледже
| Сезон                                                                                   | Команда    | GP  | GS  | MPG  | FG%  | 3P%  | FT%  | RPG | APG | SPG | BPG | PPG  |  |
| --------------------------------------------------------------------------------------- | ---------- | --- | --- | ---- | ---- | ---- | ---- | --- | --- | --- | --- | ---- |  |
| 2010/11                                                                                 | Цинциннати | 35  | 1   | 20,6 | 43,7 | 37,7 | 72,2 | 3,2 | 1,5 | 0,8 | 0,1 | 9,7  |  |
| 2011/12                                                                                 | Цинциннати | 37  | 37  | 34,5 | 42,8 | 37,6 | 75,0 | 4,6 | 2,1 | 1,3 | 0,3 | 14,3 |  |
| 2012/13                                                                                 | Цинциннати | 34  | 33  | 34,4 | 39,8 | 30,7 | 73,8 | 5,2 | 1,9 | 1,2 | 0,2 | 17,0 |  |
| 2013/14                                                                                 | Цинциннати | 34  | 34  | 33,8 | 42,3 | 34,8 | 84,5 | 4,3 | 2,5 | 1,4 | 0,0 | 20,6 |  |
|                                                                                         | Всего      | 140 | 105 | 30,8 | 41,9 | 34,7 | 78,0 | 4,3 | 2,0 | 1,2 | 0,2 | 15,3 |  |
| Наведите курсор мыши на аббревиатуры в заголовке таблицы, чтобы прочесть их расшифровку |            |     |     |      |      |      |      |     |     |     |     |      |  |